# Меньшово (Московская область)
Меньшово — деревня в Подольском районе Московской области России. Входит в состав сельского поселения Лаговское (до середины 2000-х — Лаговский сельский округ). До революции здесь было имение князей Трубецких. 

## Население
Согласно Всероссийской переписи, в 2002 году в деревне проживало 16 человек (9 мужчин и 7 женщин). По данным на 2005 год в деревне проживало 18 человек.

## Расположение
Деревня Меньшово расположена примерно в 16 км к юго-востоку от центра города Подольска. Ближайшие населённые пункты — деревни Валищево, Александровка и посёлок Лесные Поляны. Рядом с деревней Меньшово протекает река Рожайка.

## Улицы
В деревне Меньшово есть три улицы:
- Улица Дружбы
- Липовая аллея
- Полевая улица

## История
Административно-территориальная принадлежность
- 1861 — 1 (14) сентября 1917 года — деревня Шебанцевской волости Подольского уезда Московской губернии Российской империи.
- 1 (14) сентября 1917 — 18 (31) января 1918 года — деревня Шебанцевской волости Подольского уезда Московской губернии Российской республики.
- 18 (31) января 1918 — 30 декабря 1922 года — деревня Шебанцевской волости Подольского уезда Московской губернии РСФСР.
- 30 декабря 1922 — 12 июля 1929 года — деревня Шебанцевской волости Подольского уезда Московской губернии (до 14 января 1929 года), Центрально-Промышленной (с 14 января по 3 июня 1929 года) и Московской (с 3 июня 1929 года) области РСФСР СССР (по данным 1926 года — в составе Валищевского сельсовета).
- 12 июля 1929 — 14 июня 1954 года — деревня Валищевского сельсовета Подольского района Московской области РСФСР СССР (до 23 июля 1930 года район был в составе Московского округа).
- 14 июня 1954 — 26 декабря 1956 года — деревня Сынковского сельсовета Подольского района Московской области РСФСР СССР.
- 26 декабря 1956 — 15 июня 1959 года — деревня Львовского сельсовета Подольского района Московской области РСФСР СССР.
- 15 июня 1959 — 1 февраля 1963, 11 января 1965 — 26 декабря 1991 года — деревня Лаговского сельсовета Подольского района Московской области РСФСР СССР.
- 1 февраля 1963 — 11 января 1965 года — деревня Лаговского сельсовета Ленинского укрупнённого сельского района Московской области РСФСР СССР.
- 26 декабря 1991 — 3 февраля 1994 года — деревня Лаговского сельсовета Подольского района Московской области РФ.
- 3 февраля 1994 — 29 ноября 2006 года — деревня Лаговского сельского округа Подольского района Московской области РФ.
- 29 ноября 2006 — 3 июля 2015 года — деревня Лаговского территориального отдела Подольского района Московской области РФ.
- 3 — 13 июля 2015 года — деревня города Подольск и Подольского района Московской области РФ.
- С 13 июля 2015 года по настоящее время — деревня города Подольск Московской области РФ.

Муниципальная принадлежность
28 февраля 2005 — 1 июня 2015 года — деревня сельского поселения Лаговское Подольского муниципального района Московской области РФ.
С 1 июня 2015 года — деревня городского округа Подольск Московской области РФ.